# Осетски језик
Осетски или осетински језик (Ирон æвзаг), ирански је језик из породице индоевропских језика. Говори се у Осетији, региону на падинама планине Кавказ, на граници Русије и Грузије.
Осетински језик има 2 дијалекта; ирон на истоку и дигорон на западу. Дијалекат ирон је основа књижевног језика.

## Историја
Овај језик потиче од језика древног народа Алани, који су били једна од подгрупа Сармата. То је једини ирански језик који је данас распрострањен на Кавказу. 
Прва штампана књига на осетинском језику појавила се 1789. Прве новине, Ирон газет, штампане су 23. јула 1906. у Владикавказу. Творац књижевног језика је песник Коста Хетагуров. 

## Особине
Својом сложеном граматиком осетински језик личи на староиранске језике. На пример, систем падежа садржи 8 или 9 падежа. Именичка промена је аглутинативна. Осетински језик нема чланове и не разликује родове. 
Фонологија је под јаким утицајем кавкаских језика.
Ред речи у реченици, као ни у српском, није строго одређен, али најчешће је субјекат—објекат—предикат: Иринæ фæткъуы хæры. — Ирина јабуку једе.

## Писмо
Модерна ћирилична азбука осетинског језика садржи 35 слова, од тога 26 сугласника 7 самогласника и 2 дифтонга. Ћирилица је прилагођена за записивање осетинског језика 1844. Савремена варијанта која се користи од 1937: 
| А | Ӕ | Б | В | Г | Гъ | Д | Дж | Дз | Е | Ё | Ж | З | И | Й | К | Къ | Л | М | Н | О | П | Пъ | Р | С | Т | Тъ | У | Ф | Х | Хъ | Ц | Цъ | Ч | Чъ | Ш | Щ | Ъ | Ы | Ь | Э | Ю | Я |
| a | ӕ | б | в | г | гъ | д | дж | дз | е | ё | ж | з | и | й | к | къ | л | м | н | о | п | пъ | р | с | т | тъ | у | ф | х | хъ | ц | цъ | ч | чъ | ш | щ | ъ | ы | ь | э | ю | я |

Спојеви ГЪ, ДЖ, ДЗ, КЪ, ПЪ, ТЪ, ХЪ, ЦЪ и ЧЪ се рачунају за посебна слова. Слова Ё, Ж, Ш, Щ, Ъ, Ь, Э, Ю, Я се користе само у руским позајмљеницама.

### СловоӔ
Осетински језик је једини ћирилични језик који има слово Ӕ, тј. постојање слова Ӕ је сигуран знак да се ради о тексту на осетинском.
Ипак, ово слово је у многим фонтовима недоступно, па се при писању на рачунару користе следећи начини:

- латинично слово Æ (најчешће) које има исти изглед као ћирилично (среће се у данском, норвешком и другим, углавном скандинавским језицима);
- спој АЕ;
- слово Э, које се у осетинском среће ретко, и то у руским позајмљеницама;
- слово А, али то може умањити разумљивост текста (упоредите кад — слава и кӕд — када, аз — година и ӕз — ја).

### Правила читања
За осетински се може рећи да важи правило „Пиши као што говориш, читај како је написано”, тј. разлике између написаног и изговореног су изузетно мале.
У осетинском постоји огроман број позајмљеница из руског. Оне се понекад пишу као и у руском (статья — чланак), некад су делимично прилагођене осетинком правопису (республикæ — република, революци — револуција), а некад су скоро сасвим прилагођене осетинском (кърандас — оловка, од карандаш, вагзал — железничка станица, од вокзал).

#### Самогласници
Самогласника у осетинском има 7. Деле се на јаке (А, Е, И, О, У) и слабе (Æ, Ы). Ова подела је важна код нагласка. Јаки самогласници се увек изговарају отегнуто. Квалитет изговора за јаке сугласнике је исти као у српском. Важно је за њих напоменути следеће:
- слово Е, за разлику од руског језика, није јотовано, тј. реч егъау се чита /е:ға́:ў/, не /је:ға́:ў/, али као и у руском умекшава претходни сугласник;
- слово У може означавати самогласник У, али и сугласник Ў (енглеско W, water, раније је у осетинском за означавање тог гласа постојало посебно слово Ў, али је укинуто), у случајевма кад се налази у додиру са самогласницима: лæууын — стајати, уыдон — они, æгъдау — обичај.

Што се тиче слабих самогласника:
- Æ се изговара између А и Е, као A у енглеској речи black;
- слово Ы не одговара руском Ы, оно представља мукли глас, као A у енглеској речи about.

#### Сугласници
- глас ГЪ је звучна варијанта гласа Х, грлено изговореног, са треперењем ресице. Подсећа на француско R. На почетку речи се не среће, осим у узвицима. Тада се изговара као х са уздахом, отприлике као енглеско H у речи history;
- ДЖ се изговара отприлике као српско Џ;
- Й се изговара као српско Ј;
- слово Х не представља глас Х као у српском, изговор осетинског Х је више померен ка задњем непцу. Може се описати као „шуштање”;
- глас ХЪ одговара грленом К;
- словима КЪ, ПЪ, ТЪ, ЦЪ и ЧЪ се означавају аспирисани гласови К, П, Т, Ц, Ч.

Звучни сугласник испред безвучног прелази у свој безвучни парњак.

##### Изговор С, З, Ц и ДЗ
Осетински језик има неколико типова изговора. Литерарни или осетински (иронски) изговор карактерише изговарање слова С и З као Ш и Ж, а Ц и ДЗ као С и З. Други широко распрострањени изговор је кударски, где се С и З изговарају као С и З, а Ц и ДЗ варирају од Ш и Ж до Ч и Џ. Трећи је чисански, где дословно важи правило „Читај као што је написано”, тј С и З се изговарају као С и З, а Ц и ДЗ као Ц и македонско Ѕ.
У свакодневном говору то није баш стриктно издиференцирано, па се, рецимо, у литерарном (иронском) Ц и ДЗ на крају речи или кад су удвојени изговарају ближе као Ц и македонско Ѕ, али то су ситнија одступања.
- С, З = Ш, Ж; Ц, ДЗ = С, З : Цæгат Ирыстон : /сæга́т и́рәштон/ — литерарни изговор;
- С, З = С, З; Ц, ДЗ = Ш, Ж : Цæгат Ирыстон : /шæга́т и́рәстон/ — кударски изговор;
- С, З = С, З; Ц, ДЗ = Ц, Ѕ : Цæгат Ирыстон : /цæга́т и́рәстон/ — чисански изговор.

#### Нагласак
Нагласак је осетинском увек на првом или другом слогу, што зависи од квалитета самогласника. Уколико је на у првом слогу јак самогласник — нагласак ће бити на првом слогу (ра́гон, ба́дын). Уколико је ту слаб самогласник — нагласак пада на други слог (сыгъдǽг, æвза́г). У осетинским личним именима нагласак је на другом слогу, без обзира на квалитет самогласника (Тама́рæ, Ири́нæ, Сосла́н, Æхсǽр), а у руским позајмљеницама као у изворној речи (кърандǽс, трактори́ст, револю́ци).

## Пример текста
Члан 1 Универзалне декларације о људским правима
```
-{Адæймæгтæ се 'ппæт дæр райгуырынц сæрибарæй æмæ æмхуызонæй сæ барты. 
Уыдон æххæст сты зонд æмæ намысæй, æмæ кæрæдзийæн хъуамæ уой æфсымæрты хуызæн.}-
```

## Неколико фраза
- — Здраво
- — Добро јутро!
- — Добар дан!
- — Добро вече!
- — Како се зовеш?
- — Зовем се ...
- — Како си?
- — (Много) хвала.
- — Молим
- — Нема на чему.
- — 0, 1, 2, 3, 4, 5, 6, 7, 8, 9, 10
- — Волим те!

## Граматика

### Именице
Множина именица у осетинском добија се додавањем наставка -тæ у номинативу, док се у осталим падежима Æ пред наставком губи.
- лæппу — лæппутæ (дечак — дечаци)
- хо — хотæ (сестра — сестре)

Често А и О у последњем слогу прелазе у Æ:

- кард — кæрдтæ (нож — ножеви)
- хох — хæхтæ (планина — планине)

Понекад, ако се именица завршава на групу сугласника, наставак је -ытæ:

- цæст — цæстытæ (око — очи)
- бындз — бындзытæ (мува — муве)

Случајеви када се додаје -тæ:

- аргъ — аргътæ (цена — цене)
- уынг — уынгтæ (улица — улице)

Код именица на -æг Æ испада, наставак је -ытæ, а Г прелази у ДЖ:

- зарæг — зарджытæ (песма — песме)

Код именица на -ыг Ы испада, наставак је -уытæ:

- чиныг — чингуытæ (књига — књиге)

Неке именице не губе Æ:

- сынтæг — сынтæджытæ (кревет — кревети)

#### Промена по падежима:
Падежни наставци су исти и у једнини и у множини, једина разлика је код падежа за правац, где је у једнини наставак -мæ, а у множини -æм.
Постоје два типа промене. По првом типу се мењају именице које се завршавају на сугласник, а по другом именице које се завршавају на самогласник. Разлика је у томе што именице које се завршавају на самогласник у свим падежима у једнини осим инструментала и падежа за правац умећу Й између основе и наставка и наставак у аблативу није -æй него -æ.
Први тип:
|                                                                              | једнина | множина |
| ---------------------------------------------------------------------------- | --- | --- |
| Номинатив Генитив Датив Алатив Аблатив Месни падеж Инструментал Уподобитељни | къам (слика) къамы (слике, у слици) къамæн (слици) къаммæ (на, у слику) къамæй (из, од слике) къамыл (на слици) къамимæ (сликом) къамау (као слика) | къамтæ (слике) къамты (сликâ, у сликама) къамтæн (сликама) къамтæм (на, у слике) къамтæй (из, од сликâ) къамтыл (на сликама) къамтимæ (сликама) къамтау (као слике) |

Код именица које се завршавају на к, г или къ, ти сугласници у генитиву се палатализују, тј. прелазе у ч, дж, чъ: карк — карчы, чызг — чызджы.
Други тип:
|                                                                              | једнина | множина |
| ---------------------------------------------------------------------------- | --- | --- |
| Номинатив Генитив Датив Алатив Аблатив Месни падеж Инструментал Уподобитељни | стъалы (звезда) стъалыйы (звезде, у звезди) стъалыйæн (звезди) стъалымæ (на, у звезду) стъалыйæ (из, од звезде) стъалыйыл (на звезди) стъалыимæ (звездом) стъалыйау (као звезда) | стъалытæ (звезде) стъалыты (звездâ, у звездама) стъалытæн (звездама) стъалытæм (на, у звезде) стъалытæй (из, од звездâ) стъалытыл (на звездама) стъалытимæ (звездама) стъалытау (као звезде) |